# Tours Mercuriales
As Tours Mercuriales são dois arranha-céus em Bagnolet, no departamento Seine-Saint-Denis.
As duas torres, construídas em 1975 pela SAEP, uma empresa Eiffage Holding, estão localizadas na boulevard périphérique de Paris perto da Porte de Bagnolet em um quadrilátero separado das ruas de Jean-Jaurès, Adélaïde-Lahaye, Sadi-Carnot e a avenida Gambetta está cercada. Eles são chamados de Tour Levant (no leste) e Tour Ponant (no oeste).
Essas torres faziam parte de um grande projeto de distrito comercial a leste de Paris que visava nivelar o distrito de La Défense a oeste.
A arquitetura das torres é inspirada nas torres gêmeas do World Trade Center de Nova Iorque. 